# Aldeanueva de Guadalajara
Aldeanueva de Guadalajara és un municipi de la província de Guadalajara, a la comunitat autònoma de Castella-La Manxa.

## DemografIa
| 1991 |  | 1996 |  | 2001 |  | 2004 |
| ---- |  | ---- |  | ---- |  | ---- |
| 109  |  | 107  |  | 108  |  | 115  |